# Maurits Kjærgaard
Maurits Kjærgaard (Herlev, 2003. június 26. –) dán korosztályos válogatott labdarúgó, a Red Bull Salzburg játékosa.

## Pályafutása

### Klubcsapatokban
A Skovlunde, a Lyngby és a Red Bull Salzburg korosztályos csapataiban nevelkedett. 2019. július 5-én a Lyngby bejelentette, hogy szerződtette a Red Bull Salzburg csapata, de először az akadémiának lesz a tagja, valamint a tartalék csapatnak. 2019. augusztus 16-án mutatkozott be a Lieferingben az SV Horn ellen 3–2-re megnyert bajnoki mérkőzésen a 64. percben Kim Csong-min cseréjeként. 2020. június 27-én megszerezte első két gólját a Kapfenberger ellen 3–2-re megnyert találkozón. 2021. február 28-án mutatkozott be az első osztályban a Salzburg csapatában a Sturm Graz ellen 2–1-re elvesztett mérkőzésen a 68. percben Brenden Aaronson cseréjeként. 2021. szeptember 22-én góllal mutatkozott be a kupában a Kalsdorf ellen 8–0-ra megnyert mérkőzésen. November 2-án debütált az UEFA-bajnokok ligájában a VfL Wolfsburg ellen a 89. percben Mohamed Camara cseréjeként. 2022. március 8-án a Bayern München ellen 7–1-re elvesztett bajnokok ligája találkozón csapata egyetlen gólját szerezte meg a 70. percben, valamint saját maga első nemzetközi gólja volt felnőtt szinten. Góljával ő lett a legfiatalabb dán, aki gólt szerzett a sorozatban 18 évesen és 255 naposan. Március 20-án megszerezte első bajnoki gólját a Wolfsberger ellen. 2022. augusztus 3-án 2026. június 30-ig meghosszabbította szerződését a klubbal.

### A válogatottban
Többszörös dán korosztályos válogatott.

## Statisztika
2024. szeptember 1-én frissítve.
| Klub              | Szezon   | Bajnokság | Bajnokság | Kupa  | Kupa | Nemzetközi | Nemzetközi | Egyéb | Egyéb | Összesen | Összesen |
| Klub              | Szezon   | Meccs     | Gól       | Meccs | Gól  | Meccs      | Gól        | Meccs | Gól   | Meccs    | Gól      |
| ----------------- | -------- | --------- | --------- | ----- | ---- | ---------- | ---------- | ----- | ----- | -------- | -------- |
| Liefering         | 2019–20  | 13        | 2         | —     | —    | —          | —          | —     | —     | 13       | 2        |
| Liefering         | 2020–21  | 28        | 3         | —     | —    | —          | —          | —     | —     | 28       | 3        |
| Liefering         | 2021–22  | 6         | 2         | —     | —    | —          | —          | —     | —     | 6        | 2        |
| Liefering         | Összesen | 47        | 7         | 0     | 0    | 0          | 0          | 0     | 0     | 47       | 7        |
| Red Bull Salzburg | 2020–21  | 1         | 0         | —     | —    | —          | —          | —     | —     | 1        | 0        |
| Red Bull Salzburg | 2021–22  | 17        | 2         | 5     | 1    | 4          | 1          | —     | —     | 26       | 4        |
| Red Bull Salzburg | 2022–23  | 26        | 2         | 3     | 0    | 7          | 0          | –     | –     | 36       | 2        |
| Red Bull Salzburg | 2023–24  | 17        | 2         | 2     | 1    | 3          | 0          | –     | –     | 21       | 3        |
| Red Bull Salzburg | 2024–25  | 4         | 0         | 1     | 1    | 4          | 4          | 0     | 0     | 9        | 5        |
| Red Bull Salzburg | Összesen | 65        | 6         | 10    | 3    | 18         | 5          | 0     | 0     | 92       | 14       |
| Összesen          | Összesen | 112       | 13        | 10    | 3    | 18         | 5          | 0     | 0     | 140      | 21       |

## Sikerei, díjai
- Red Bull Salzburg
  - Osztrák Bundesliga: 2020–21, 2021–22, 2022–23
  - Osztrák kupa: 2020–21, 2021–22